# Pão maltês

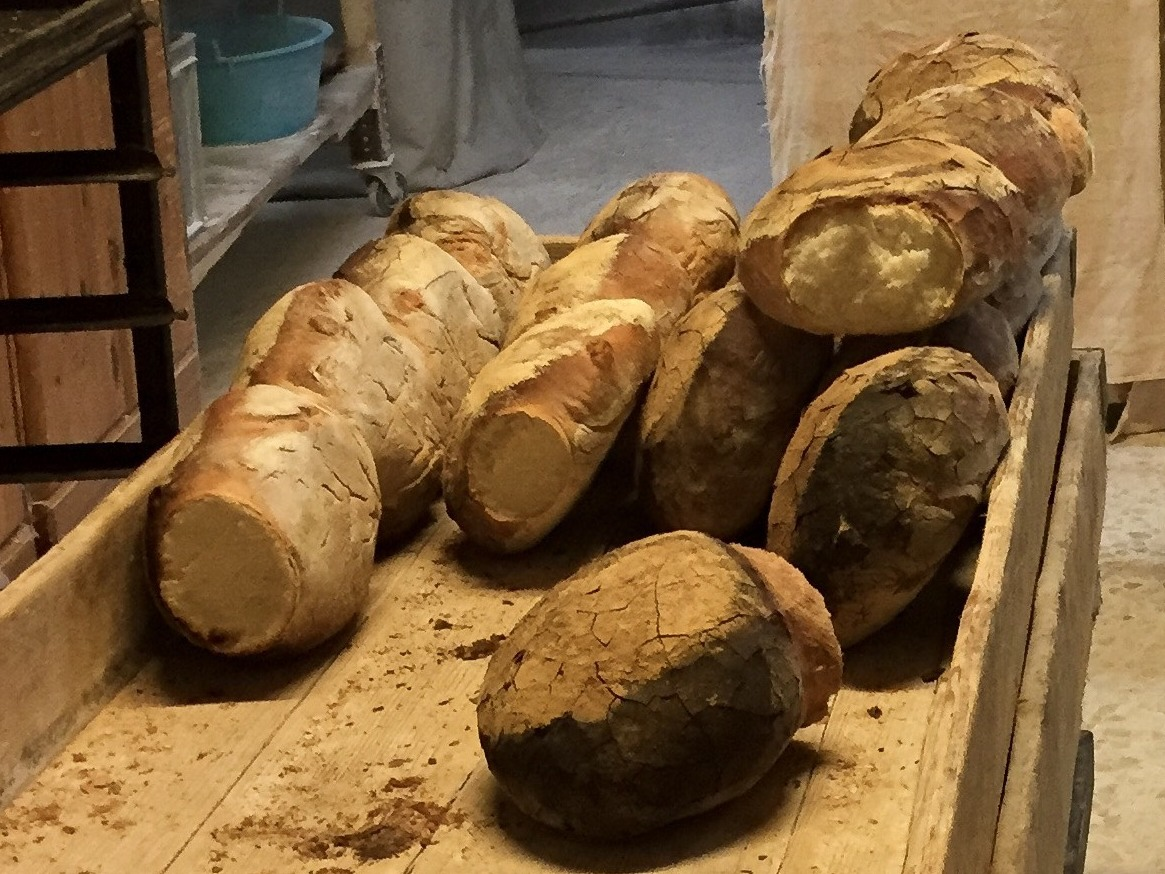
Pão Maltês

Ħobża ou pão maltês é um pão tradicional da culinária de Malta.
Trata-se de um pão que apresenta uma côdea muito estaladiça e um miolo mole. Pode ser consumido como acompanhamento de uma refeição ou como lanche, com tomate fresco e ġbejna (queijo local). 
A sua massa é preparada com fermento, farinha, água e sal, em quantidades que variam de padeiro para padeiro e também com as estações do ano. Por exemplo, no inverno, é usada uma maior quantidade de fermento, de forma a tornar o pão mais resistente à umidade. No verão, é usada uma menor quantidade de fermento, mas é aumentada a quantidade de sal, de forma a tornar o pão mais resistente às elevadas temperaturas.
O pão é um alimento muito popular em Malta e encontra-se, em parte, ligado à profunda tradição católica do país. Algumas donas de casa ainda fazem o sinal da cruz sobre os pães e os beijam, antes de os cortarem em fatias. Existem mesmo versões do ħobża que incluem o desenho de uma cruz, na parte de cima, colocado antes da cozedura. Neste caso, é conhecido localmente como l-Ħobża tas-Salib.